# Dr Doogie Kamealoha
Dr Doogie Kamealoha (originaltitel: Doogie Kameāloha, M.D.) är en amerikansk tv-serie från 2021, skapad av Kourtney Kang. Serien hade premiär den 8 september 2021 på streamingtjänsten Disney+ och bestod av tio avsnitt. Seriens andra säsong hade premiär 31 mars 2023 och även den bestod av 10 avsnitt.

## Handling
Serien kretsar Doktor Lahela "Doogie" Kamealoha. Hon är 16-år och ett underbarn som hanterar såväl en läkarkarriär med tonårens dagliga utmaningar.

## Rollista (i urval)
- Peyton Elizabeth Lee – Lahela "Doogie" Kameāloha.
- Emma Meisel – Steph Denisco
- Matthew Sato – Kai Kameāloha
- Wes Tian – Brian Patrick Kameāloha
- Jeffrey Bowyer-Chapman – Charles Zeller
- Mapuana Makia – Noelani Nakayama
- Kathleen Rose Perkins – Dr. Clara Hannon
- Jason Scott Lee – Benny Kameāloha
- Ronny Chieng – Dr. Lee